# Nuoto ai Giochi della V Olimpiade
Le gare di Nuoto ai Giochi della V Olimpiade si svolsero dal 6 al 15 luglio nella baia di Djurgårdsbrunnviken, nell'area centrale di Stoccolma. Gli eventi disputati furono 9, di cui sette maschili e due femminili.
Fu l'edizione in cui le donne fecero il loro debutto olimpico nel nuoto. La decisione di aprire alle competizioni femminili venne presa dal CIO, con votazione unanime, nel corso della sua undicesima sessione, tenutasi a Lussemburgo nel 1910.
La miglior nazione fu la Germania, vincitrice di 7 medaglie, di cui 2 ori, tre argenti e 3 bronzi.

## Nazioni e partecipanti
Gli atleti partecipanti furono 120, 97 uomini e 23 donne, provenienti da 17 nazioni.
- Australasia
- Austria
- Belgio
- Canada
- Danimarca

- Finlandia
- Francia
- Germania
- Gran Bretagna

- Grecia
- Italia
- Norvegia
- Russia

- Sudafrica
- Svezia
- Stati Uniti
- Ungheria

## Podi

### Uomini
| Evento                          | Oro                                                                      | Perform. | Argento                                                                    | Perform. | Bronzo                                                                   | Perform. |
| Stile libero                    |                                                                          |          |                                                                            |          |                                                                          |          |
| 100 m (dettagli)                | Duke Kahanamoku                                                          | 1'03"4   | Cecil Healy                                                                | 1'04"6   | Kenneth Huszagh                                                          | 1'05"6   |
| 400 m (dettagli)                | George Hodgson                                                           | 5'24"4   | John Hatfield                                                              | 5'25"8   | Harold Hardwick                                                          | 5'31"2   |
| 1500 m (dettagli)               | George Hodgson                                                           | 22'00"0  | John Hatfield                                                              | 22'39"0  | Harold Hardwick                                                          | 23'15"4  |
| Dorso                           |                                                                          |          |                                                                            |          |                                                                          |          |
| 100 m (dettagli)                | Harry Hebner                                                             | 1'21"2   | Otto Fahr                                                                  | 1'22"4   | Paul Kellner                                                             | 1'24"0   |
| Rana                            |                                                                          |          |                                                                            |          |                                                                          |          |
| 200 m (dettagli)                | Walter Bathe                                                             | 3'01"8   | Wilhelm Lützow                                                             | 3'05"0   | Paul Malisch                                                             | 3'08"0   |
| 400 m (dettagli)                | Walter Bathe                                                             | 6'29"6   | Thor Henning                                                               | 6'35"6   | Percy Courtman                                                           | 6'36"4   |
| Staffette                       |                                                                          |          |                                                                            |          |                                                                          |          |
| 4x200 m stile libero (dettagli) | Australasia Cecil Healy Malcolm Champion Leslie Boardman Harold Hardwick | 10'11"6  | Stati Uniti Kenneth Huszagh Harry Hebner Perry McGillivray Duke Kahanamoku | 10'20"0  | Gran Bretagna William Foster Thomas Battersby Henry Taylor John Hatfield | 10'28"2  |

### Donne
| Evento                          | Oro                                                                        | Perform. | Argento                                                           | Perform. | Bronzo                                                               | Perform. |
| Stile libero                    |                                                                            |          |                                                                   |          |                                                                      |          |
| 100 m (dettagli)                | Fanny Durack                                                               | 1'22"2   | Wilhelmina Wylie                                                  | 1'25"4   | Jennie Fletcher                                                      | 1'27"0   |
| Staffette                       |                                                                            |          |                                                                   |          |                                                                      |          |
| 4x100 m stile libero (dettagli) | Gran Bretagna Isabella Mary Moore Jennie Fletcher Annie Speirs Irene Steer | 5'52"8   | Germania Wally Dressel Louise Otto Hermine Stindt Grete Rosenberg | 6'04"6   | Austria Margarete Adler Klara Milch Josephine Sticker Berta Zahourek | 6'17"0   |

## Medagliere
| Posizione | Paese         | Oro | Argento | Bronzo | Totale |
| --------- | ------------- | --- | ------- | ------ | ------ |
| 1         | Germania      | 2   | 3       | 2      | 7      |
| 2         | Australasia   | 2   | 2       | 2      | 6      |
| 3         | Stati Uniti   | 2   | 1       | 1      | 4      |
| 4         | Canada        | 2   | 0       | 0      | 2      |
| 5         | Gran Bretagna | 1   | 2       | 3      | 6      |
| 6         | Svezia        | 0   | 1       | 0      | 1      |
| 7         | Austria       | 0   | 0       | 1      | 1      |
| Totale    | Totale        | 9   | 9       | 9      | 27     |